# Sint-Augustinuskapel

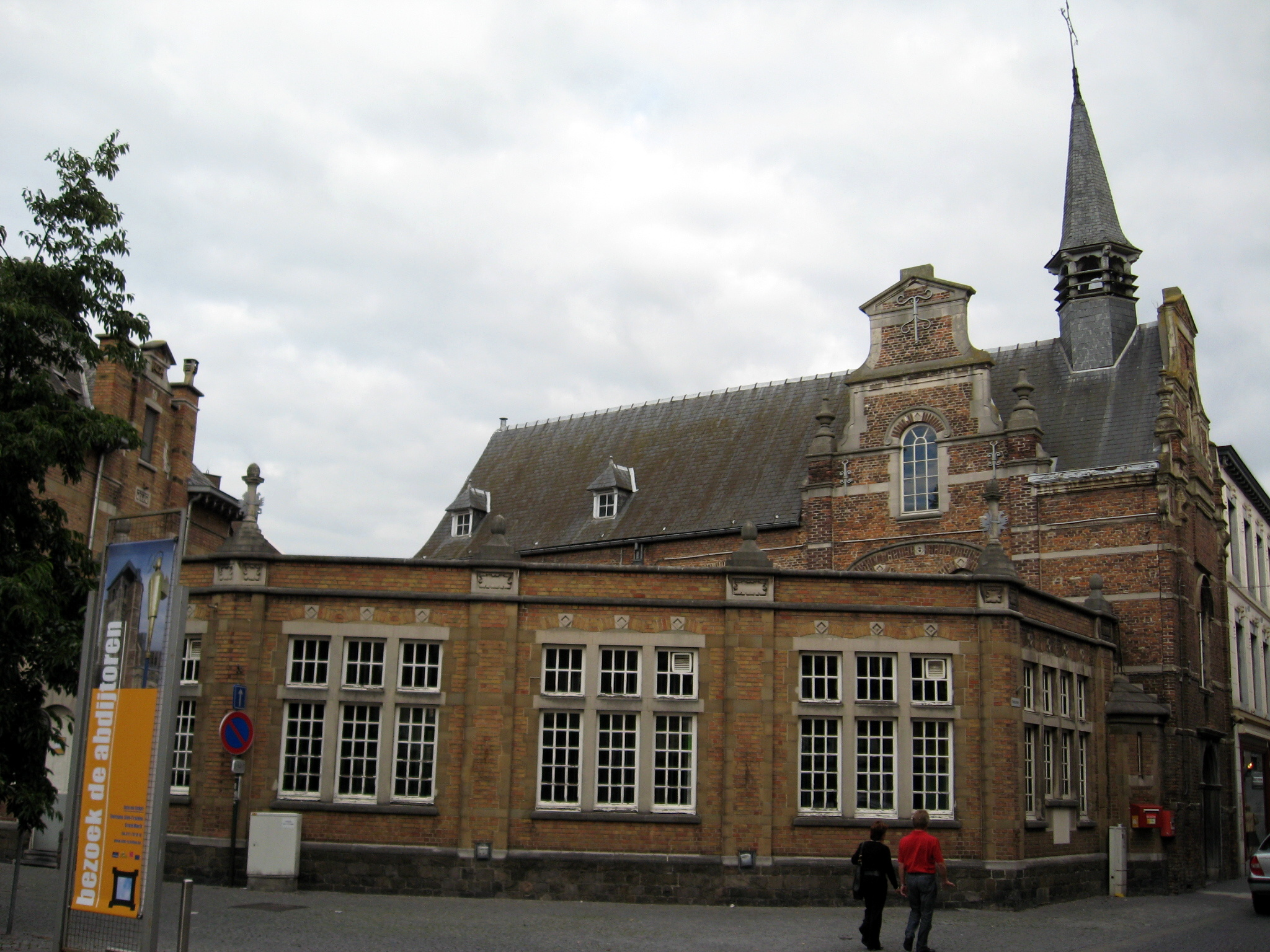
Voormalige hospitaalkapel Sint-Augustinus

De Sint-Augustinuskapel (ook: Hospitaalkapel Sint-Augustinus) is een voormalige hospitaalkapel aan Stapelstraat 25 te Sint-Truiden.

## Geschiedenis
Het hospitaal werd voor het eerst vermeld in 1139 en diende om de pelgims naar het graf van Sint-Trudo te verzorgen. Er werden geleidelijk aan ook burgers uit Sint-Truiden zelf verpleegd. In 1239 werd, op een hoger gelegen plaats nabij de Sint-Martinuskerk, een nieuw hospitaal gebouwd. Dit Stadtssieckenhuys werd in 1788 opgeheven en in 1910 werd het complex gesloopt. De kapel bleef echter bewaard en kreeg de functie van postkantoor. Er werden enkele postgebouwen bijgebouwd.

## Gebouw
Het is een 17e-eeuws zaalkerkje in barokstijl. Het is een bakstenen gebouw met mergelstenen banden. De westgevel is een halsgevel bekroond met een driehoekig fronton. Het zadeldak wordt bekroond door een spitse, zeshoekige dakruiter die met leien is bekleed.
De geveltop in de zijgevel is toegevoegd in de 2e helft van de 19e eeuw, in neobarokstijl.